# هيدروكسي ترتاتولول
هيدروكسي ترتاتولول هو أحد حاصرات بيتا ومشتق من ترتاتولول.